# N体问题
N体问题是指找出已知初始位置、速度和质量的多个物体在经典力学情况下的后续运动。

## N体问题的数学公式
天体力学中的普遍情况下的N体问题是一组已知初始值的常微分方程组：即已知初始值{\displaystyle q_{j}(0),\quad {\dot {q}}_{j}(0),j=1,\ldots ,n}（当j 不等于k 时，{\displaystyle q_{j}(0)\neq q_{k}(0)}），解出这个二阶常微分方程组
其中
{\displaystyle m_{1},m_{2},\ldots m_{n}}是代表n个质点质量的常量。{\displaystyle q_{1},q_{2},\ldots ,q_{n}}是以时间t为变量描述质点位置的三维矢量函数。
约翰·伯努利已经完全解决了{\displaystyle n=2}的情况。（参见#二体问题）

### 一般考虑:解决N体问题
在有关N体问题（{\displaystyle n\geq 3}）的物理文学作品里有时会发现像“解决N体问题是不可能的”这样的描述。
n 体问题包含6n 个变量，因为每个质点需要3个空间坐标和3个分速度表示。

## 二体问题
假如两个物体的共同质心是静止的，每一个物体沿着一条圆锥曲线运行,而这条圆锥曲线的焦点与这个系统的质心重合（对于双曲线，是与焦点同侧的那一支）。
假如这两个物体被限制在一起，它们的运动轨迹都为椭圆；这时的势能（经常为一负值）相对于它们离得很远情况在绝对值上大于这个系统总动能（这些物体在它们坐标轴的旋转能这里未计算在内）。
假如它们正在远离，它们将一同沿着抛物线或双曲线运动。
对于双曲线的情况，势能的绝对值小于这个系统的总动能；即两种能量的和为正值。
对于抛物线的情况，两种能量的和为0。当两物体相距很远时，它们的相对速度趋于0。
注释：抛物线轨道的能量为0的事实由当物体相距无限远时，重力势能为0这一假定产生的。系统在无限分离的状态下可以被认为具有任意值（例如42焦）的势能。那一种状态被假定具有0势能（即0焦）。

## 三体问题
当{\displaystyle n\geq 3}时的N体问题现在知道得很少。n=3的情况研究得最多，且很多结论可以推广到更大的n。最先尝试解决三体问题是从量化的、寻找显式解的角度。
- 1767年欧拉找到了共线周期轨道,其中任意质量的三个物体振荡在旋转线上。
- 1772年拉格朗日发现了一些周期解，存在周期性的扩张和收缩的旋转等边三角形的顶点上。这些解引领了关于中心结构的研究，其中{\displaystyle {\ddot {q}}=kq}（k为大于零的常数）。

三体问题是很令人费解的。它的解可能是混沌的。Charles Delaunay曾经在地-月-日系统做出了主要研究。他曾于1860年和1867年分别出版了长达900页的关于这个问题的著作。

## 文化引用
- N体问题在电视剧《犯罪心理》中"Compulsion"这段被显著提到。
- N体问题出现在1951年科幻电影《地球停转之日》，其中Klaatu为了吸引一位科学家的注意而解决了这个问题。
- 科幻小說《夜幕低垂》即是在多體問題的世界中（n>6），星球上的居民一生中從沒有遇過黑夜直到2049年一次的「日蝕」。
- 中国大陆作家刘慈欣的科幻小说《三体》中一个主题就是三体问题。